# Winterstein (Lužické hory)
Hrad Winterstein stával na blíže neznámém místě v Lužických horách. Nejčastěji bývá umisťován na Loupežnický vrch u Petrovic či na Zámecký vrch u Heřmanic, jež spadají pod město Jablonné v Podještědí v okrese Liberec.

## Historie
Jediná dochovaná písemná zmínka pochází z roku 1441, kdy jej spolu s hradem Karlsfried u Lückendorfu (nazývaným často i Neuhaus) vykoupilo lužické Šestiměstí od Jana z Vartenberku na Blankensteinu a v roce 1442 oba zbořilo, aby je nemohli využívat loupežníci přepadávající cestu ze Žitavy do Čech. V dokumentu však není psáno, kde hrad stál a dodnes se o možném místě diskutuje.

## Výzkumy
Hrad se stejným jménem existoval v Saském Švýcarsku a pozdější badatelé nevěděli, zda se koupě týkala tohoto v Sasku, či jiného hradu na českém území. Vyjasnění zčásti přinesl objev mapy z roku 1882, který zmíněnou variantu saského hradu vyloučil. Zbylo tedy hledat zaniklý hrad Winterstein jen na území českém.
Řada historiků včetně A. Moschkaua (ředitel muzea v Oybinu) jej umisťovala na tzv. Loupežnický vrch u Petrovic. Vycházela přitom ze záznamu v Inventarium Oybinense, což je soupis majetku, který císař Karel IV. daroval v roce 1369 klášteru v Oybinu. Zde jsou zmiňovány zbytky hradu, které stály v lese Vogeldrussel, což by znamenalo, že za husitských válek byl hrad obnoven a poté jej během válek s Šestiměstím využívali severočeští páni. Potíž je ovšem i v samotné lokalizaci lesa či vrchu Vogeldrussel (zmiňován také jako Wagendrossel či Wogindrossil), kterou Inventarium Oybinense nijak neupřesňuje. Jiní badatelé (např. Gerthner roku 1884) však uvedli a zdůvodnili i jinou možnost, že se jedná o neznámý hrad na Zámeckém vrchu u Heřmanic.
Spory o tomto problému se diskutovaly zprvu přes vlastivědný spolek Nordböhmischen Excursion Club v České Lípě v období let 1882 až 1886, v posledních letech několikrát ve vlastivědném sborníku Bezděz. Tvrzení Moschkaua o existenci jakéhokoliv hradu na Loupežnickém vrchu jsou zpochybňována. Není však nijak doloženo, že hrad stál na vrchu Zámeckém.